# A labdarúgó-világbajnokságok rekordjai
Ezen az oldalon a labdarúgó-világbajnokságok lebonyolítása során feljegyzett rekordokat, különleges statisztikákat, érdekességeket soroljuk fel, a teljesség igénye nélkül.
- Friss.: Az oszlopban az az évszám olvasható, amellyel bezárólag a megadott forrás igazolja az állítást.
- Forr.: Az adathoz tartozó forrás (külső hivatkozás)

## Csapat

### Összes világbajnokság
| Világbajnokok (1930–2022) |                          |
| --- | ------------------------ |
| \| 5 \| Brazília \| \| 4 \| Olaszország, Németország \| \| 3 \| Argentína \| \| 2 \| Uruguay, Franciaország \| \| 1 \| Anglia, Spanyolország \| |                          |
| 5 | Brazília                 |
| 4 | Olaszország, Németország |
| 3 | Argentína                |
| 2 | Uruguay, Franciaország   |
| 1 | Anglia, Spanyolország    |

| 5 | Brazília                 |
| 4 | Olaszország, Németország |
| 3 | Argentína                |
| 2 | Uruguay, Franciaország   |
| 1 | Anglia, Spanyolország    |

| Legtöbb részvétel a világbajnokságok döntő mérkőzésein (1930–2022) |                                                 |
| --- | ----------------------------------------------- |
| \| 8 \| Németország \| \| 7 \| Brazília \| \| 6 \| Olaszország, Argentína \| \| 4 \| Franciaország \| \| 3 \| Hollandia \| \| 2 \| Uruguay, Magyarország, · Csehország \| \| 1 \| Svédország, Anglia, Spanyolország, Horvátország \| |                                                 |
| 8 | Németország                                     |
| 7 | Brazília                                        |
| 6 | Olaszország, Argentína                          |
| 4 | Franciaország                                   |
| 3 | Hollandia                                       |
| 2 | Uruguay, Magyarország, · Csehország             |
| 1 | Svédország, Anglia, Spanyolország, Horvátország |

| 8 | Németország                                     |
| 7 | Brazília                                        |
| 6 | Olaszország, Argentína                          |
| 4 | Franciaország                                   |
| 3 | Hollandia                                       |
| 2 | Uruguay, Magyarország, · Csehország             |
| 1 | Svédország, Anglia, Spanyolország, Horvátország |

| A világbajnokságok első négy helyének valamelyikén végzett csapatok (1930–2022) | |
| --- | -------------------------------------------------------------------------------------------------- |
| \| 13 \| Németország \| \| 11 \| Brazília \| \| 8 \| Olaszország \| \| 7 \| Franciaország \| \| 6 \| Argentína \| \| 5 \| Hollandia, Uruguay \| \| 4 \| Svédország \| \| 3 \| Anglia, Horvátország \| \| 2 \| Jugoszlávia, Magyarország, Ausztria, Csehország, Portugália, Lengyelország, Spanyolország, Belgium \| \| 1 \| Egyesült Államok, Chile, Szovjetunió, Bulgária, Dél-Korea, Törökország, Marokkó \| | |
| 13 | Németország                                                                                        |
| 11 | Brazília                                                                                           |
| 8 | Olaszország                                                                                        |
| 7 | Franciaország                                                                                      |
| 6 | Argentína                                                                                          |
| 5 | Hollandia, Uruguay                                                                                 |
| 4 | Svédország                                                                                         |
| 3 | Anglia, Horvátország                                                                               |
| 2 | Jugoszlávia, Magyarország, Ausztria, Csehország, Portugália, Lengyelország, Spanyolország, Belgium |
| 1 | Egyesült Államok, Chile, Szovjetunió, Bulgária, Dél-Korea, Törökország, Marokkó                    |

| 13 | Németország                                                                                        |
| 11 | Brazília                                                                                           |
| 8  | Olaszország                                                                                        |
| 7  | Franciaország                                                                                      |
| 6  | Argentína                                                                                          |
| 5  | Hollandia, Uruguay                                                                                 |
| 4  | Svédország                                                                                         |
| 3  | Anglia, Horvátország                                                                               |
| 2  | Jugoszlávia, Magyarország, Ausztria, Csehország, Portugália, Lengyelország, Spanyolország, Belgium |
| 1  | Egyesült Államok, Chile, Szovjetunió, Bulgária, Dél-Korea, Törökország, Marokkó                    |

### Egy világbajnokság
| Rekord                                                                                   | Eredmény | Friss. | Forr.                                                        |
| ---------------------------------------------------------------------------------------- | --- | ------ | ------------------------------------------------------------ |
| Legtöbb győzelem                                                                         | 7 – Brazília, 2002 (7 mérkőzés, 100%-os teljesítmény) további 100%-os teljesítmények Brazília, 1970 (6 mérkőzésen 6 győzelem) Olaszország, 1938 (4 mérkőzésen 4 győzelem) Uruguay, 1930 (4 mérkőzésen 4 győzelem) | 2010   |                                                              |
| Legtöbb győzelem hátrányból                                                              | 3 – NSZK (1970), és Hollandia (2014) | 2014   | Archiválva 2014. július 14-i dátummal a Wayback Machine-ben  |
| Legtöbb lejátszott mérkőzés vereség nélkül, de nem nyert világbajnokságot                | 7 mérkőzés Olaszország, 1990 (6 győzelem, 1 döntetlen – 3. hely) Brazília, 1978 (4 győzelem, 3 döntetlen – 3. hely) Franciaország, 2006 (4 győzelem, 3 döntetlen – 2. hely) | 2010   |                                                              |
| Legtöbb szerzett gól                                                                     | 27 – Magyarország, 1954 | 2010   |                                                              |
| Legkevesebb kapott gól                                                                   | 0 – Svájc (4 mérkőzésen), 2006 | 2010   |                                                              |
| Legtöbb kapott gól                                                                       | 16 – Dél-Korea, 1954 | 2010   |                                                              |
| Leghosszabb idő, kapott gól nélkül                                                       | 517 perc – Olaszország, 1990 · (6 mérkőzés, 90+90+90+90+90+67 perc játékidő után) | 2010   |                                                              |
| Legjobb gólkülönbség                                                                     | +17 – Magyarország, 1954 | 2010   |                                                              |
| Legrosszabb gólkülönbség                                                                 | –16 – Dél-Korea, 1954 | 2010   |                                                              |
| Legtöbb szerzett gól mérkőzésenként, átlagosan                                           | 5,40 – Magyarország, 1954 | 2010   |                                                              |
| Legtöbb szerzett gól, világbajnok csapatként                                             | 25 – NSZK, 1954 | 2010   |                                                              |
| Legkevesebb szerzett gól, világbajnok csapatként                                         | 8 – Spanyolország (7 mérkőzésen), 2010 | 2010   |                                                              |
| Legkevesebb kapott gól, világbajnok csapatként                                           | 2 Franciaország (7 mérkőzésen), 1998 Olaszország (7 mérkőzésen), 2006 Spanyolország (7 mérkőzésen), 2010 | 2010   |                                                              |
| Legtöbb kapott gól, világbajnok csapatként                                               | 14 – NSZK, 1954 | 2010   |                                                              |
| Vereség nélkül kiesett a csoportkörben (1950 utáni világbajnokságok figyelembevételével) | Skócia, 1974 – 1 győzelem, 2 döntetlen, 3–1-es gólarány Belgium, 1998 – 0 győzelem, 3 döntetlen, 3–3-as gólarány Új-Zéland, 2010 – 0 győzelem, 3 döntetlen, 2–2-es gólarány Kamerun, 1982 – 0 győzelem, 3 döntetlen, 1–1-es gólarány | 2010   | Archiválva 2010. június 28-i dátummal a Wayback Machine-ben  |
| Kapott gól nélkül kiesett egy világbajnokságról                                          | Svájc, 2006 - nyolcaddöntőben esett ki (4 mérkőzést játszott) | 2010   |                                                              |
| Legjobb teljesítmény világbajnok csapatként                                              | Olaszország, 1938 – világbajnok (4 mérkőzésen 4 győzelem) Brazília, 1962 – világbajnok (6 mérkőzésen 5 győzelem, 1 döntetlen) | 2010   | Archiválva 2013. december 3-i dátummal a Wayback Machine-ben |
| Legrosszabb teljesítmény világbajnok csapatként                                          | Németország, 2018 – 3 mérkőzésen 1 győzelem, 0 döntetlen, 2 vereség és 2 szerzett gól – csoportkörben kiesett Franciaország, 2002 – 3 mérkőzésen 0 győzelem, 1 döntetlen, 2 vereség és 0 szerzett gól – csoportkörben kiesett Olaszország, 2010 – 3 mérkőzésen 0 győzelem, 2 döntetlen, 1 vereség és 4 szerzett gól – csoportkörben kiesett Brazília, 1966 – 3 mérkőzésen 1 győzelem, 2 vereség és 4 szerzett gól – csoportkörben kiesett Olaszország, 1950 – 2 mérkőzésen 1 győzelem, 1 vereség és 4 szerzett gól – csoportkörben kiesett Uruguay, 1934 – nem vett részt (visszautasította a részvételt) | 2010   | Archiválva 2013. december 3-i dátummal a Wayback Machine-ben |
| Legjobb teljesítmény rendezőként                                                         | mindegyik világbajnok Uruguay, 1930 Olaszország, 1934 Anglia, 1966 NSZK, 1974 Argentína, 1978 Franciaország, 1998 | 2010   | Archiválva 2013. december 3-i dátummal a Wayback Machine-ben |
| Legrosszabb teljesítmény rendezőként                                                     | Katar, 2022 – 3 mérkőzésen 3 vereség – a csoportkörben kiesett | 2022   |                                                              |

### Egymást követő világbajnokság
| Rekord                                                                   | Eredmény | Friss. | Forr.                                                        |
| ------------------------------------------------------------------------ | --- | ------ | ------------------------------------------------------------ |
| Egymást követő világbajnoki címek                                        | 2 Olaszország (1934–1938) Brazília (1958–1962)                                                                                                   | 2010   | Archiválva 2013. december 3-i dátummal a Wayback Machine-ben |
| Egymást követő világbajnoki címek, azonos konföderációból                | 4 – UEFA (2006–2018) | 2018   |                                                              |
| Egymást követő részvétel világbajnoki döntő mérkőzésen                   | 3 NSZK (1982, 1986, 1990) Brazília (1994, 1998, 2002)                                                                                            | 2010   |                                                              |
| Egymást követő világbajnoki döntő mérkőzések csak európai résztvevővel   | 2 1934 ( Olaszország– Csehszlovákia) és 1938 ( Olaszország– Magyarország) 2006 ( Olaszország– Franciaország) és 2010 ( Hollandia– Spanyolország) | 2010   |                                                              |
| Egymást követő második helyezés                                          | 2 Hollandia (1974–1978) NSZK (1982–1986) | 2010   | Archiválva 2013. december 3-i dátummal a Wayback Machine-ben |
| Egymást követő részvétel a világbajnokságokon                            | 21 – Brazília, (1930–2018) | 2018   | Archiválva 2013. december 3-i dátummal a Wayback Machine-ben |
| Egymást követő világbajnokságokra kijutás a selejtezőkből                | 7 – Spanyolország, (1986–2010) | 2010   |                                                              |
| Egymást követő, győzelemmel végződő világbajnoki mérkőzések száma        | 11 – Brazília 2–1 Törökország ellen (2002) -től · 3–0 Ghána ellen (2006) -ig                                                                     | 2010   |                                                              |
| Egymást követő, döntetlennel végződő világbajnoki mérkőzések száma       | 5 – Belgium 0–0 Hollandia ellen (1998) -tól · 1–1 Tunézia ellen (2002) -ig                                                                       | 2010   |                                                              |
| Egymást követő, vereséggel végződő világbajnoki mérkőzések száma         | 9 – Mexikó 1–4 Franciaország ellen (1930) -tól · 0–3 Svédország ellen (1958) -ig                                                                 | 2010   |                                                              |
| Egymást követő, győzelem nélküli világbajnoki mérkőzések száma           | 17 – Bulgária 0–1 Argentína ellen (1962) -től · 0–3 Nigéria ellen (1994) -ig                                                                     | 2010   |                                                              |
| Egymást követő, döntetlen nélküli világbajnoki mérkőzések száma          | 16 – Portugália 3–1 Magyarország ellen (1966) -tól · 1–0 Hollandia ellen (2006) -ig                                                              | 2006   |                                                              |
| Egymást követő, vereség nélküli világbajnoki mérkőzések száma            | 13 – Brazília 3–0 Ausztria ellen (1958) -tól · 2–0 Bulgária ellen (1966) -ig                                                                     | 2010   |                                                              |
| Egymást követő világbajnoki mérkőzések száma, szerzett gól nélkül        | 5 Bolívia (1930–1994) Algéria (1982–2010) | 2010   |                                                              |
| Egymást követő világbajnoki mérkőzések száma, legalább 1 szerzett góllal | 18 – Brazília (1930–1958) és NSZK (1934–1958 és 1986–1998).                                                                                      | 2006   |                                                              |
| Egymást követő világbajnoki mérkőzések száma, legalább 2 szerzett góllal | 11 – Uruguay (1930–1954) | 2006   |                                                              |
| Egymást követő világbajnoki mérkőzések száma, legalább 3 szerzett góllal | 4 mérkőzés Uruguay (1930–1950) Magyarország (1954) Portugália (1966) NSZK (1970)                                                                 | 2006   |                                                              |
| Egymást követő világbajnoki mérkőzések száma, legalább 4 szerzett góllal | 4 mérkőzés Uruguay (1930–1950) Magyarország (1954)                                                                                               | 2006   |                                                              |
| Egymást követő világbajnoki mérkőzések száma, kapott gól nélkül          | 5 mérkőzés Svájc (1994, 2006–2010 – 559 perc) Olaszország (1986–1990 – 550 perc)                                                                 | 2010   |                                                              |
| Egymást követő világbajnoki mérkőzések száma, legalább 1 kapott góllal   | 22 – Svájc (1934–1994) | 2006   |                                                              |
| Egymást követő világbajnoki mérkőzések száma, legalább 2 kapott góllal   | 9 – Mexikó (1930–1958) | 2006   |                                                              |
| Egymást követő világbajnoki mérkőzések száma, legalább 3 kapott góllal   | 5 – Mexikó (1930–1950) | 2006   |                                                              |
| Egymást követő világbajnoki mérkőzések száma, legalább 4 kapott góllal   | 3 – Bolívia (1930–1950) és Mexikó (1930–1950) | 2006   |                                                              |

## Játékos
| Rekord                                                                    | Eredmény | Friss. | Forr.                                                       |
| ------------------------------------------------------------------------- | --- | ------ | ----------------------------------------------------------- |
| Legtöbb világbajnokságon való részvétel                                   | 5 világbajnokság Antonio Carbajal (1950–1966) Lothar Matthäus (1982–1998) Rafael Márquez (2002–2018) Lionel Messi (2006–2022) Cristiano Ronaldo (2006–2022) Andrés Guardado (2006–2022) | 2022   | [ 2 ]                                                       |
| Legtöbb mérkőzés világbajnokságon                                         | 26 – Lionel Messi (2006–2022) | 2022   |                                                             |
| Legtöbb pályán töltött perc világbajnokságon                              | 2220 perc – Paolo Maldini (1990–2002) | 2010   |                                                             |
| Legtöbb világbajnoki döntő mérkőzésen való részvétel                      | 3 – Cafu (1994, 1998, 2002) | 2010   |                                                             |
| Legtöbb megnyert világbajnoki mérkőzésen való részvétel                   | 16 – Cafu (1994–2006), Miroslav Klose (2002–2014) | 2014   |                                                             |
| Legfiatalabb játékos                                                      | 17 év és 41 nap – Norman Whiteside, · az Észak-Írország – Jugoszlávia mérkőzésen (1982)                                                                                                 | 2010   | Archiválva 2012. január 13-i dátummal a Wayback Machine-ben |
| Legidősebb játékos                                                        | 45 év és 162 nap – Eszám el-Hadari, · a Egyiptom – Szaúd-Arábia mérkőzésen (2018) | 2018   | [ 3 ]                                                       |
| Legidősebb játékos, világbajnoki döntő mérkőzésen                         | 40 év és 133 nap – Dino Zoff (1982) | 2010   |                                                             |
| Legnagyobb korkülönbség egy csapaton belül                                | 24 év és 3 nap különbség Rigobert Song (18 év és 10 nap) és Roger Milla (42 év és 1 nap) között (1994)                                                                                  | 2010   |                                                             |
| Legnagyobb korkülönbség egy csapaton belül, világbajnoki döntő mérkőzésen | 22 év és 5 nap különbség Dino Zoff (40 év és 11 nap) és Giuseppe Bergomi (18 év és 6 nap) között (1982)                                                                                 | 2010   |                                                             |

## Kapusok
| Rekord                                                                          | Eredmény | Friss. | Forr. |
| ------------------------------------------------------------------------------- | --- | ------ | ----- |
| Legtöbb játszott mérkőzés, kapott gól nélkül                                    | 10 Peter Shilton (1982–1990) Fabien Barthez (1998–2006) | 2010   |       |
| Leghosszabb játszott időtartam, kapott gól nélkül                               | 517 perc – Walter Zenga (1990) | 2010   |       |
| Legtöbb kapott gól világbajnokságokon                                           | 25 Antonio Carbajal (1950–1966) Mohammed ad-Daía (1994–2002) | 2010   |       |
| Legtöbb kapott gól egy világbajnokságon                                         | 16 – Hong Dokjong (1954) | 2010   |       |
| Legtöbb kapott gól egy mérkőzésen                                               | 10 – Luis Guevara Mora (1982, Magyarország ellen) | 2010   |       |
| Legkevesebb kapott gól egy világbajnokságon                                     | 0 – Pascal Zuberbühler (4 mérkőzésen, 390 perc játékidő, 2006) | 2010   |       |
| Legkevesebb kapott gól egy világbajnokságon, világbajnokként                    | 2 Fabien Barthez (1998) Gianluigi Buffon (2006) Iker Casillas (2010)                                                                                                | 2010   |       |
| Legtöbb hárított büntető a világbajnokságokon, a büntetőpárbajok nélkül         | 2 Jan Tomaszewski ( Lengyelország, 1974) Brad Friedel ( Egyesült Államok, 2002) Iker Casillas ( Spanyolország, 2002, 2010) Wojciech Szczęsny ( Lengyelország, 2022) | 2022   | [ 4 ] |
| Legtöbb hárított büntető a világbajnokságokon, beleértve a büntetőpárbajokat is | 4 Harald Schumacher ( NSZK, 1982–1986) Sergio Goycochea ( Argentína, 1990) Danijel Subašić ( Horvátország, 2018) Dominik Livaković ( Horvátország, 2022)            | 2022   | [ 4 ] |

## Gólok

### Játékosok
| Legtöbb gól a világbajnokságokon (1930–2022) | Legtöbb gól a világbajnokságokon (1930–2022) | Legtöbb gól a világbajnokságokon (1930–2022) | Legtöbb gól a világbajnokságokon (1930–2022) |
| -------------------------------------------- | -------------------------------------------- | -------------------------------------------- | -------------------------------------------- |
| Gólok                                        | Játékos                                      | Játékos                                      | Évek                                         |
| 16                                           | Miroslav Klose                               | Németország                                  | 2002–2014                                    |
| 15                                           | Ronaldo                                      | Brazília                                     | 1998–2006                                    |
| 14                                           | Gerd Müller                                  | Németország                                  | 1970–1974                                    |
| 13                                           | Just Fontaine                                | Franciaország                                | 1958                                         |
| 13                                           | Lionel Messi                                 | Argentína                                    | 2006–2022                                    |
| 12                                           | Pelé                                         | Brazília                                     | 1958–1970                                    |
| 12                                           | Kylian Mbappé                                | Franciaország                                | 2018–2022                                    |
| 11                                           | Jürgen Klinsmann                             | Németország                                  | 1990–1998                                    |
| 11                                           | Kocsis Sándor                                | Magyarország                                 | 1954                                         |
| 10                                           | Gabriel Batistuta                            | Argentína                                    | 1994–2002                                    |
| 10                                           | Teófilo Cubillas                             | Peru                                         | 1970, 1978                                   |
| 10                                           | Gary Lineker                                 | Anglia                                       | 1986–1990                                    |
| 10                                           | Grzegorz Lato                                | Lengyelország                                | 1974–1982                                    |
| 10                                           | Helmut Rahn                                  | Németország                                  | 1954–1958                                    |
| 10                                           | Thomas Müller                                | Németország                                  | 2010–2014                                    |

| Leggyorsabb gólok a világbajnokságokon (1930–2014) | Leggyorsabb gólok a világbajnokságokon (1930–2014) | Leggyorsabb gólok a világbajnokságokon (1930–2014) | Leggyorsabb gólok a világbajnokságokon (1930–2014) |
| -------------------------------------------------- | -------------------------------------------------- | -------------------------------------------------- | -------------------------------------------------- |
| Idő (másodperc)                                    | Játékos                                            | Ellenfél                                           | Év                                                 |
| 11                                                 | Hakan Şükür                                        | Dél-Korea                                          | 2002                                               |
| 15                                                 | Václav Mašek                                       | Mexikó                                             | 1962                                               |
| 23                                                 | Park Soong-Jin                                     | Portugália                                         | 1966                                               |
| 24                                                 | Ernst Lehner                                       | Ausztria                                           | 1934                                               |
| 27                                                 | Bryan Robson                                       | Franciaország                                      | 1982                                               |
| 29                                                 | Clint Dempsey                                      | Ghána                                              | 2014                                               |
| 37                                                 | Bernard Lacombe                                    | Olaszország                                        | 1978                                               |

### Mérkőzések
| Rekord                                                                | Eredmény           | Mérkőzés      | Mérkőzés               | Mérkőzés        | Vb                    | Friss. | Forr.                                                        |
| --------------------------------------------------------------------- | ------------------ | ------------- | ---------------------- | --------------- | --------------------- | ------ | ------------------------------------------------------------ |
| Legtöbb gól egy mérkőzésen                                            | 12 gól             | Ausztria      | 7 – 5                  | Svájc           | 1954                  | 2010   | Archiválva 2014. július 9-i dátummal a Wayback Machine-ben   |
| Legtöbb gól egy világbajnoki selejtező mérkőzésen                     | 31 gól             | Ausztrália    | 31 – 0                 | Amerikai Szamoa | 2002, OFC, 1. csoport | 2010   |                                                              |
| Legtöbb gól egy világbajnoki döntő mérkőzésen                         | 7 gól              | Brazília      | 5 – 2                  | Svédország      | 1958                  | 2010   |                                                              |
| Legtöbb gól egy világbajnoki elődöntő mérkőzésen                      | 8 gól              | Németország   | 7 – 1                  | Brazília        | 2014                  | 2014   |                                                              |
| Legkevesebb gól egy világbajnoki döntő mérkőzésen                     | 0 gól              | Brazília      | 0 – 0 11-esekkel (3–2) | Olaszország     | 1994                  | 2010   |                                                              |
| Legnagyobb különbségű végeredmény                                     | 9 gólos            | Magyarország  | 9 – 0                  | Dél-Korea       | 1954                  | 2010   |                                                              |
| Legnagyobb különbségű végeredmény                                     | 9 gólos            | Jugoszlávia   | 9 – 0                  | Zaire           | 1974                  | 2010   |                                                              |
| Legnagyobb különbségű végeredmény                                     | 9 gólos            | Magyarország  | 10 – 1                 | Salvador        | 1982                  | 2010   |                                                              |
| Legnagyobb különbségű végeredmény világbajnoki-selejtező mérkőzésen   | 31 gól             | Ausztrália    | 31 – 0                 | Amerikai Szamoa | 2002, OFC, 1. csoport | 2010   |                                                              |
| Legnagyobb különbségű végeredmény, világbajnoki döntő mérkőzésen      | 3 gólos            | Franciaország | 3 – 0                  | Brazília        | 1998                  | 2010   |                                                              |
| Legnagyobb különbségű végeredmény, világbajnoki döntő mérkőzésen      | 3 gólos            | Brazília      | 4 – 1                  | Olaszország     | 1970                  | 2010   |                                                              |
| Legnagyobb különbségű végeredmény, világbajnoki döntő mérkőzésen      | 3 gólos            | Brazília      | 5 – 2                  | Svédország      | 1958                  | 2010   |                                                              |
| Legnagyobb hátrányból győzelem                                        | 3 gólos hátrányból | Ausztria      | 0 – 3 után 7 – 5       | Svájc           | 1954                  | 2010   |                                                              |
| Legnagyobb hátrányból győzelem                                        | 3 gólos hátrányból | Portugália    | 0 – 3 után 5 – 3       | Észak-Korea     | 1966                  | 2010   |                                                              |
| Legnagyobb hátrányból győzelem, világbajnoki döntő mérkőzésen         | 2 gólos hátrányból | NSZK          | 0 – 2 után 3 – 2       | Magyarország    | 1954                  | 2010   | Archiválva 2013. december 3-i dátummal a Wayback Machine-ben |
| Legnagyobb hátrányból döntetlen                                       | 3 gólos hátrányból | Kolumbia      | 0 – 3 után 4 – 4       | Szovjetunió     | 1962                  | 2010   |                                                              |
| Legnagyobb hátrányból döntetlen                                       | 3 gólos hátrányból | Uruguay       | 0 – 3 után 3 – 3       | Szenegál        | 2002                  | 2010   |                                                              |
| Legtöbb gól egy döntetlennel végződött mérkőzésen, rendes játékidőben | 8 gól (4 – 4)      | Kolumbia      | 4 – 4                  | Szovjetunió     | 1962                  | 2010   |                                                              |
| Legtöbb gól egy döntetlennel végződött mérkőzésen, hosszabbítás után  | 8 gól (4 – 4)      | Anglia        | 4 – 4                  | Belgium         | 1954                  | 2010   |                                                              |

| Rekord | Eredmény                                                                                  | Friss. | Forr.                                                        |
| --- | ----------------------------------------------------------------------------------------- | ------ | ------------------------------------------------------------ |
| Legtöbb résztvevő egy világbajnokság selejtezőjében                                                                       | 204 – 2010                                                                                | 2010   |                                                              |
| Legtöbb mérkőzés egy világbajnokság selejtezőjében                                                                        | 853 – 2010                                                                                | 2010   |                                                              |
| Legtöbb 0–0-s mérkőzés egy világbajnokságon                                                                               | 7 2006 (64 mérkőzésből) 2010 (64 mérkőzésből) 2014 (64 mérkőzésből) 1982 (52 mérkőzésből) | 2014   | Archiválva 2013. december 3-i dátummal a Wayback Machine-ben |
| Legtöbb hosszabbításos mérkőzés egy világbajnokságon                                                                      | 8 – 1990, 2014                                                                            | 2014   |                                                              |
| Legtöbb, egy csapat által szerzett gól egy mérkőzésen                                                                     | 10 – Magyarország – 1982                                                                  | 2010   | Archiválva 2014. május 31-i dátummal a Wayback Machine-ben   |
| Legtöbb, egy csapat által szerzett gól egy világbajnoki elődöntő mérkőzésen                                               | 7 – Németország – 2014                                                                    | 2014   |                                                              |
| Legtöbb, egy csapat által szerzett gól egy világbajnoki döntő mérkőzésen                                                  | 5 – Brazília – 1958                                                                       | 2010   |                                                              |
| Legtöbb gól egy félidőben, valamint legtöbb gól az első félidőben                                                         | 9 – Ausztria (5) – Svájc (4), · végeredmény 7–5 (5–4), 1954                               | 2010   | Archiválva 2014. május 31-i dátummal a Wayback Machine-ben   |
| Legtöbb gól a második félidőben                                                                                           | 8 – Magyarország (7) – Salvador (1), · végeredmény 10–1 (3–0), 1982                       | 2010   | Archiválva 2014. május 31-i dátummal a Wayback Machine-ben   |
| Legtöbb, egy csapat által szerzett gól egy félidőben, valamint legtöbb, egy csapat által szerzett gól a második félidőben | 7 – Magyarország – Salvador 10–1 (3–0), 1982                                              | 2010   | Archiválva 2014. május 31-i dátummal a Wayback Machine-ben   |
| Legtöbb, egy csapat által szerzett gól az első félidőben                                                                  | 6 – Jugoszlávia – Zaire 9–0 (6–0), 1974                                                   | 2010   | Archiválva 2014. május 31-i dátummal a Wayback Machine-ben   |
| Leggyorsabb, egy csapat által szerzett 4 gól                                                                              | 6 perc – Németország Brazília – Németország 1–7 (0–5), 2014                               | 2014   |                                                              |
| Legtöbb gól egy mérkőzésen, a hosszabbítás során                                                                          | 5 – Olaszország (3) – NSZK (2), · végeredmény 4–3 (1–0, 1–1), 1970                        | 2010   |                                                              |
| Legtöbb, egy csapat által értékesített büntető ugyanazon világbajnokságon (a büntetőpárbajok kivételével)                 | 4 Portugália, 6 mérkőzésen (1966) Hollandia, 7 mérkőzésen (1978)                          | 2006   |                                                              |
| Legtöbb, egy csapat által értékesített büntető a világbajnokságokon (a büntetőpárbajok kivételével)                       | 14 – Spanyolország                                                                        | 2006   |                                                              |
| Legtöbb értékesített büntető egy világbajnokságon (a büntetőpárbajok kivételével)                                         | 17 – 1998-as labdarúgó-világbajnokság                                                     | 2006   |                                                              |

### Világbajnokságok
| Rekord                                                | Eredmény                   | Friss. | Forr.                                                        |
| ----------------------------------------------------- | -------------------------- | ------ | ------------------------------------------------------------ |
| Legtöbb gól egy világbajnokságon                      | 172 gól – 2022             | 2022   |                                                              |
| Legkevesebb gól egy világbajnokságon                  | 70 gól – 1930 és 1934      | 2014   | Archiválva 2013. december 3-i dátummal a Wayback Machine-ben |
| Legnagyobb meccsenkénti gólátlag egy világbajnokságon | 5,38 gól / mérkőzés – 1954 | 2014   | Archiválva 2013. december 3-i dátummal a Wayback Machine-ben |
| Legkisebb meccsenkénti gólátlag egy világbajnokságon  | 2,21 gól / mérkőzés – 1990 | 2014   | Archiválva 2013. december 3-i dátummal a Wayback Machine-ben |

### Öngólok
| Rekord                                   | Eredmény                                                                                                  | Friss. | Forr. |
| ---------------------------------------- | --- | ------ | ----- |
| Legtöbb öngól ugyanazon világbajnokságon | 12 gól – 2018-as labdarúgó-világbajnokság (64 mérkőzésen)                                                 | 2018   |       |
| Legtöbb öngól ugyanazon mérkőzésen       | 2 – Egyesült Államok – Portugália , 2002 ( Jorge Costa és Jeff Agoos)                                     | 2010   |       |
| Gól és öngól ugyanazon mérkőzésen        | Ernie Brandts Hollandia – Olaszország , 1978 Mario Mandžukić Franciaország – Horvátország , 2018-as döntő | 2018   |       |

### Büntetőpárbajok

#### Csapatok
| Rekord                                                                     | Eredmény | Friss. | Forr. |
| -------------------------------------------------------------------------- | --- | ------ | ----- |
| Legtöbbször előfordult büntetőpárbaj                                       | 2 – Franciaország – Olaszország 1998, negyeddöntő 2006, döntő | 2010   |       |
| Legtöbb büntetőpárbaj ugyanazon világbajnokságon                           | 4 – 1990, 2006, 2014, 2018 | 2018   |       |
| Legtöbb büntetőpárbajban részt vett csapat világbajnoki döntő mérkőzésen   | 2 – Olaszország (1994, 2006) | 2010   |       |
| Legtöbb büntetőpárbajban részt vett csapat ugyanazon világbajnokságon      | 2 Argentína (1990) Spanyolország (2002) Costa Rica (2014) Hollandia (2014) Horvátország (2018) Oroszország (2018) | 2018   |       |
| Legtöbb büntetőpárbajban részt vett csapat a világbajnokságokon            | 5 – Argentína | 2014   |       |
| Legtöbb büntetőpárbajt nyert csapat ugyanazon világbajnokságon             | 2 – Argentína (1990) | 2010   |       |
| Legtöbb büntetőpárbajt nyert csapat a világbajnokságokon                   | 4 – Németország, Argentína | 2014   |       |
| Legtöbb büntetőpárbajt veszített csapat a világbajnokságokon               | 3 – Olaszország és Anglia | 2014   |       |
| Legtöbb, egy csapat által értékesített büntető egy büntetőpárbaj során     | 5 5-ből: Belgium, 1986, negyeddöntő 5-ből: Írország, 1990, nyolcaddöntő 5-ből: Dél-Korea, 2002, negyeddöntő 5-ből: Olaszország, 2006, döntő 5-ből: Paraguay, 2010, nyolcaddöntő 5-ből: Costa Rica, 2014, nyolcaddöntő 6-ból: NSZK, 1982, elődöntő 6-ból: Svédország, 1994, negyeddöntő | 2014   |       |
| Legtöbb értékesített büntető egy büntetőpárbaj során                       | 9 10-ből: Belgium – Spanyolország , 1986, negyeddöntő 10-ből: Írország – Románia , 1990, nyolcaddöntő 12-ből: NSZK – Franciaország , 1982, elődöntő 12-ből: Svédország – Románia , 1994, negyeddöntő                                                                                   | 2010   |       |
| Legtöbb, egy csapat által értékesített büntető ugyanazon világbajnokságon  | 7 – Argentína (1990) | 2010   |       |
| Legtöbb, egy csapat által értékesített büntető a világbajnokságokon        | 17 – Németország | 2010   |       |
| Legtöbb, egy csapat által kihagyott büntető a világbajnokságokon           | 7 Anglia (3 büntetőpárbaj során) Olaszország (4 büntetőpárbaj során) | 2010   |       |
| Legkevesebb, egy csapat által kihagyott büntető a világbajnokságokon       | 0 Belgium (1 büntetőpárbaj során – 1986) Dél-Korea (1 büntetőpárbaj során – 2002) Paraguay (1 büntetőpárbaj során – 2010) Megjegyzés: Németország 4 büntetőpárbaj során 18 büntetőrúgásából mindössze 1-et hagyott ki.                                                                 | 2010   |       |
| Legtöbb büntetőrúgás egy büntetőpárbaj során                               | 12 NSZK – Franciaország , 1982, elődöntő Svédország – Románia , 1994, negyeddöntő | 2010   |       |
| Legtöbb büntetőrúgás, egy csapat által ugyanazon világbajnokságon          | 10 – Costa Rica (2014) | 2014   |       |
| Legtöbb büntetőrúgás, egy csapat által a világbajnokságokon                | 35 – Franciaország, Németország, Argentína | 2014   |       |
| Legkevesebb büntetőrúgás egy büntetőpárbaj során                           | 7 NSZK – Mexikó , 1986 Svájc – Ukrajna , 2006 | 2006   |       |
| Legkevesebb, egy csapat által értékesített büntető egy büntetőpárbaj során | 0 – Svájc, 2006 ( Ukrajna ellen, 3 büntetőből) | 2006   |       |
| Legkevesebb értékesített büntető egy büntetőpárbaj során                   | 3 – Svájc – Ukrajna , 2006 (7 büntetőből) | 2006   |       |

#### Játékosok
| Rekord                                                                        | Eredmény                                                                  | Friss. | Forr. |
| ----------------------------------------------------------------------------- | ------------------------------------------------------------------------- | ------ | ----- |
| Legtöbb büntetőpárbajban részt vett játékos a világbajnokságokon              | 3 – Roberto Baggio 1990, elődöntő 1994, döntő 1998, negyeddöntő           | 2010   |       |
| Legtöbb büntetőpárbajban, vesztesként részt vett játékos a világbajnokságokon | 3 – Roberto Baggio 1990, elődöntő 1994, döntő 1998, negyeddöntő           | 2010   |       |
| Legtöbb büntetőhárítás a büntetőpárbajok során a világbajnokságokon           | 4 Sergio Goycochea, Argentína (1990) Harald Schumacher, NSZK (1982, 1986) | 2010   |       |
| Legtöbb büntetőhárítás a büntetőpárbajok során ugyanazon világbajnokságon     | 4 – Sergio Goycochea, Argentína (1990)                                    | 2010   |       |
| Legtöbb büntetőhárítás egy büntetőpárbaj során                                | 3 – Ricardo, Portugália – Anglia (2006)                                   | 2010   |       |

## Szövetségi kapitányok
| Rekord                                                                                        | Eredmény | Friss. | F. |
| --------------------------------------------------------------------------------------------- | --- | ------ | -- |
| Legtöbb mérkőzés szövetségi kapitányként                                                      | 25 – Helmut Schön (1966-1978) | 2010   |    |
| Legtöbb győzelem szövetségi kapitányként                                                      | 16 – Helmut Schön (1966-1978) | 2010   |    |
| Legtöbb világbajnoki cím szövetségi kapitányként                                              | 2 – Vittorio Pozzo (1934, 1938) | 2010   |    |
| Legtöbb részvétel                                                                             | 6 – Carlos Alberto Parreira (1982, 1990, 1994, 1998, 2006, 2010) | 2010   |    |
| Legtöbb, különböző csapattal részvétel                                                        | 5 Carlos Alberto Parreira (1982, 1990, 1994, 1998, 2006, 2010) 1982 – Kuvait 1990 – Egyesült Arab Emírségek 1994 és 2006 – Brazília 1998 – Szaúd-Arábia 2010 – Dél-afrikai Köztársaság Bora Milutinović (1986, 1990, 1994, 1998, 2002) 1986 – Mexikó 1990 – Costa Rica 1994 – Egyesült Államok 1998 – Nigéria 2002 – Kína | 2010   |    |
| Legfiatalabb szövetségi kapitány                                                              | 27 év és 267 nap – Juan José Tramutola ( Argentína, 1930) | 2010   |    |
| Legidősebb szövetségi kapitány                                                                | 71 év és 307 nap – Otto Rehhagel ( Görögország, 2010) | 2010   |    |
| Legtöbb világbajnoki cím játékosként és szövetségi kapitányként összesen                      | 3 – Mário Zagallo, (1958 és 1962 játékosként, 1970 edzőként) | 2010   |    |
| Legtöbb világbajnoki döntőben való részvétel, játékosként és szövetségi kapitányként összesen | 4 Mário Zagallo, (1958 és 1962 játékosként, 1970 és 1998 edzőként) Franz Beckenbauer (1966 és 1974 játékosként, 1986 és 1990 edzőként) | 2010   |    |
| Világbajnokságot nyert játékosként és edzőként is                                             | Mário Zagallo, (1958 és 1962 játékosként, 1970 edzőként) Franz Beckenbauer (1974 játékosként, 1990 edzőként) | 2010   |    |
| Leggyorsabb csere                                                                             | 4. perc Cesare Maldini, · Alessandro Nesta helyett Giuseppe Bergomi Olaszország – Ausztria , 1998) Sven-Göran Eriksson, · Michael Owen helyett Peter Crouch ( Anglia – Svédország , 2006) | 2010   |    |

## Sárga és piros lapok

### Sárga lap
| Rekord                                                                | Eredmény                                                                                            | Friss. | Forr.                                                      |
| --------------------------------------------------------------------- | --------------------------------------------------------------------------------------------------- | ------ | ---------------------------------------------------------- |
| Leggyorsabb sárga lap                                                 | 15 másodperc – Jesús Gallardo, Mexikó – Svédország (2018)                                           | 2018   |                                                            |
| Legtöbb sárga lapot kapott játékos egy mérkőzésen                     | 3 darab – Josip Šimunić (61', 90', 93') · Horvátország – Ausztrália (2006, játékvezető:Graham Poll) | 2010   |                                                            |
| Legtöbb sárga lapot kapott játékos a világbajnokságokon               | 6 – Cafu (1994–2006)                                                                                | 2010   |                                                            |
| Legtöbb sárga lapot kapott csapat, egy mérkőzésen                     | 9 darab Portugália ( Hollandia ellen, 2006) Hollandia ( Spanyolország ellen, 2010)                  | 2010   |                                                            |
| Legtöbb sárga lapot kapott csapat egy világbajnokság döntő mérkőzésén | 9 darab – Hollandia, 2010                                                                           | 2010   |                                                            |
| Legtöbb sárga lapot kapott csapat egy világbajnokságon                | 24 darab – Portugália, 7 mérkőzésen (2006)                                                          | 2006   |                                                            |
| Legtöbb lapot kapott csapat a világbajnokságokon                      | 103 darab sárga, 1 darab két sárga és piros lap, 9 darab piros lap – Argentína                      | 2010   | Archiválva 2014. július 9-i dátummal a Wayback Machine-ben |
| Legtöbb sárga lap egy mérkőzésen                                      | 18 darab – Hollandia – Argentína (2022)                                                             | 2022   | [ 7 ]                                                      |
| Legtöbb sárga lap egy világbajnokság döntő mérkőzésén                 | 14 darab – Hollandia – Spanyolország, 2010                                                          | 2010   |                                                            |
| Legtöbb sárga lap egy világbajnokságon                                | 345 darab (64 mérkőzésen) – 2006-os labdarúgó-világbajnokság                                        | 2006   |                                                            |

### Piros lap
| Rekord                                                              | Eredmény                                                                                         | Friss. | Forr.                                                        |
| ------------------------------------------------------------------- | ------------------------------------------------------------------------------------------------ | ------ | ------------------------------------------------------------ |
| Leggyorsabb piros lap                                               | 56 másodperc – José Batista, Skócia – Uruguay (1986)                                             | 2010   |                                                              |
| Legtöbb piros lapot kapott játékos a világbajnokságokon             | 2 Rigobert Song (1994, 1998) Zinédine Zidane (1998, 2006)                                        | 2010   | Archiválva 2014. április 20-i dátummal a Wayback Machine-ben |
| Legtöbb piros lapot kapott csapat egy világbajnoki döntő mérkőzésen | 2 darab – Argentína (1990)                                                                       | 2010   | Archiválva 2013. december 3-i dátummal a Wayback Machine-ben |
| Legtöbb piros lapot kapott csapat a világbajnoki döntő mérkőzésein  | 2 darab Franciaország, 2 mérkőzésből (1998, 2006) Argentína, 4 mérkőzésből (mindkettő 1990)      | 2010   | Archiválva 2013. december 3-i dátummal a Wayback Machine-ben |
| Legtöbb piros lapot kapott csapat egy világbajnokságon              | 3 Kamerun, 3 mérkőzésen (1998) Argentína, 7 mérkőzésen (1990) Franciaország, 7 mérkőzésen (1998) | 2006   |                                                              |
| Legtöbb piros lapot kapott csapat a világbajnokságokon              | 11 darab – Argentína                                                                             | 2010   | Archiválva 2014. július 9-i dátummal a Wayback Machine-ben   |
| Legtöbb piros lap egy mérkőzésen                                    | 4 darab – Hollandia – Portugália (2006)                                                          | 2010   |                                                              |
| Legtöbb piros lap egy világbajnoki döntő mérkőzésén                 | 2 darab – NSZK – Argentína (1990)                                                                | 2010   |                                                              |
| Legtöbb piros lap egy világbajnokságon                              | 28 darab (64 mérkőzésen) – 2006-os labdarúgó-világbajnokság                                      | 2010   |                                                              |

### Összes lap
| Rekord                                                                    | Eredmény | Friss. | Forr.                                                        |
| ------------------------------------------------------------------------- | --- | ------ | ------------------------------------------------------------ |
| Legtöbb lapot (sárga és piros összesen) kapott játékos világbajnokságokon | 6 Zinédine Zidane (1998–2006) Cafu (1994–2006) | 2010   | Archiválva 2014. április 20-i dátummal a Wayback Machine-ben |
| Legtöbb lap (sárga és piros összesen) egy mérkőzésen                      | 16 sárga lap és 4 piros lap (összesen 12 játékos kapta), · Hollandia – Portugália (2006) 16 sárga lap és 2 piros lap (összesen 14 játékos kapta), · Kamerun – Németország (2002) | 2010   |                                                              |
| Legtöbb lap (sárga és piros összesen) egy világbajnoki döntő mérkőzésen   | 14 sárga és 1 piros lap (összesen 13 játékos kapta) · Spanyolország – Hollandia (2010)                                                                                           | 2010   |                                                              |
| Legtöbb lap egy világbajnokságon                                          | 373 darab, ebből 345 sárga lap és 28 piros lap (64 mérkőzésen) – 2006-os labdarúgó-világbajnokság                                                                                | 2010   |                                                              |

## Játékvezetők
| Rekord                                                              | Eredmény                                                                            | Friss. | Forr. |
| ------------------------------------------------------------------- | ----------------------------------------------------------------------------------- | ------ | ----- |
| Legtöbb mérkőzést vezette a világbajnokságokon                      | 8 Joël Quiniou (1986–1994) Benito Archundia (2006–2010) Jorge Larrionda (2006–2010) | 2010   |       |
| Legtöbb mérkőzést vezette egy világbajnokságon                      | 5 Benito Archundia (2006) Horacio Elizondo (2006) Rahvshan Irmatov (2010)           | 2010   |       |
| Legtöbb piros lapot osztott játékvezető a világbajnokságokon        | 7 – Arturo Brizio Carter (1994–1998)                                                | 2010   |       |
| Legtöbb piros lapot osztott játékvezető egy világbajnoki mérkőzésen | 4 – Valentin Ivanov (2006)                                                          | 2010   |       |
| Legfiatalabb játékvezető                                            | 24 év és 193 nap – Juan Gardeazabal (1958)                                          | 2014   |       |
| Legidősebb játékvezető                                              | 53 év és 236 nap – George Reader (1950)                                             | 2014   |       |

## Nézőszám
| Rekord                                                          | Eredmény | Friss. | Forr.                                                        |
| --------------------------------------------------------------- | --- | ------ | ------------------------------------------------------------ |
| Legmagasabb nézőszám a világbajnokság döntő szakaszában         | 173 850 – Uruguay – Brazília 1950. július 16., Maracanã Stadion, Rio de Janeiro, Brazília, 1950                                                | 2014   |                                                              |
| Legalacsonyabb nézőszám a világbajnokság döntő szakaszában      | 300 – Chile – Franciaország 1930. július 19., Montevideo, Uruguay, 1930                                                                        | 2014   |                                                              |
| Legmagasabb nézőszám a világbajnokság selejtezői szakaszában    | 162 764 – Brazília – Kolumbia 1977. március 9., Maracanã Stadion, Rio de Janeiro, Brazília, az 1978-as labdarúgó-világbajnokság selejtezőjében | 2010   |                                                              |
| Legnagyobb átlagos nézőszám mérkőzésenként egy világbajnokságon | 68 991 – 1994 | 2010   | Archiválva 2013. december 3-i dátummal a Wayback Machine-ben |
| Legkisebb átlagos nézőszám mérkőzésenként egy világbajnokságon  | 20 872 – 1938 | 2010   | Archiválva 2013. december 3-i dátummal a Wayback Machine-ben |